# Tour de Lombardie 1995
La 89e édition du Tour de Lombardie a lieu le 21 octobre 1995. Remportée par l'Italien Gianni Faresin, de l'équipe Lampre-Panaria, elle est la onzième et dernière épreuve de la Coupe du monde. Il s'agit de l'édition la plus rapide avec 43,32 km/h de moyenne.

## Classement final
| Pos. | Cycliste             | Équipe              | Temps          |
| ---- | -------------------- | ------------------- | -------------- |
| 1    | Gianni Faresin       | Lampre-Panaria      | 5 h 49 min 2 s |
| 2    | Daniele Nardello     | Mapei-GB            | + 19 s         |
| 3    | Michele Bartoli      | Mercatone Uno-Saeco | m.t.           |
| 4    | Rolf Sørensen        | MG Maglificio       | + 56 s         |
| 5    | Stefano Zanini       | Gewiss-Ballan       | m.t.           |
| 6    | Claudio Chiappucci   | Carrera-Tassoni     | m.t.           |
| 7    | Francesco Casagrande | Mercatone Uno-Saeco | m.t.           |
| 8    | Pascal Richard       | MG Maglificio       | m.t.           |
| 9    | Roberto Pistore      | Polti               | m.t.           |
| 10   | Felice Puttini       | Refin-Cantina Tollo | m.t.           |